# Rolf Seim
Rolf Seim (* 7. April 1928 in Hohndorf; † 15. Januar 2015) war ein deutscher Professor für Mineralogie und Geochemie.
Seim war Absolvent der Bergakademie Freiberg, die er 1953 als Diplom-Mineraloge verließ. Nachdem er die Ausbildung zum Wissenschaftlichen Assistent (1954), Oberassistent (1958) und Wissenschaftlichen Mitarbeiter (1959) durchlaufen hatte, war er von 1965 bis 1968 Dozent für Mineralogie an der Universität Rostock. Im Jahre 1968 wurde er als Professor für Geochemie der Sektion Geologische Wissenschaften an der Ernst-Moritz-Arndt-Universität Greifswald einberufen und von 1975 bis 1992 war er als Professor für Mineralogie und Geochemie tätig. Hiermit wurde erstmals wieder ein Lehrstuhl für Mineralogie und Geochemie in Greifswald besetzt.

## Veröffentlichungen
- Rolf Seim, Jürgen Eidam: Vergleichende geochemische Untersuchung der Granite des Brocken- und Rambergmassivs im Harz. In: Chemie der Erde. Band 33, 1974, S. 31–46.
- Rolf Seim, Jürgen Eidam, D. Korich: Zur Elementverteilung in einem Zinngranit (Schellerhauer Massiv/Osterzgebirge). In: Chemie der Erde. Band 41, 1982, S. 219–235.
- Thomas Leipe, Rolf Seim: Die magmatische Entwicklung einer mehrphasigen Zinngranitintrusion (Altenberg/Erzgebirge). In: Chemie der Erde. Band 46, 1987, S. 247–258.
- Minerale. Sammeln und bestimmen. 2. Auflage. Urania, Leipzig / Jena / Berlin 1987, ISBN 3-332-00122-1.
- Rolf Seim, Gerhard Tischendorf (Hrsg.): Grundlagen der Geochemie. Deutscher Verlag für Grundstoffindustrie, Leipzig 1990, ISBN 3-342-00402-9. (Lehrbuch)